# Pseudopterocalla
Pseudopterocalla är ett släkte av tvåvingar. Pseudopterocalla ingår i familjen fläckflugor.
Kladogram enligt Catalogue of Life:
| Pseudopterocalla | \| \| Pseudopterocalla fenestrata \| \| \| \| \| \| Pseudopterocalla obscura \| \| \| \| \| \| Pseudopterocalla scutellata \| \| \| \| |
|                  | \| \| Pseudopterocalla fenestrata \| \| \| \| \| \| Pseudopterocalla obscura \| \| \| \| \| \| Pseudopterocalla scutellata \| \| \| \| |
|                  | Pseudopterocalla fenestrata |
|                  | |
|                  | Pseudopterocalla obscura |
|                  | |
|                  | Pseudopterocalla scutellata |
|                  | |